# Comuna Smolîhivka, Ripkî
Smolîhivka (în ucraineană Смолигівка) este o comună în raionul Ripkî, regiunea Cernihiv, Ucraina, formată din satele Berezivka, Kloniv, Rozsudiv, Skîtkî, Smolîhivka (reședința) și Tulia.

## Demografie
Componența lingvistică a comunei Smolîhivka
     Ucraineană (92,88%)
     Rusă (6,47%)
     Alte limbi (0,32%)
Conform recensământului din 2001, majoritatea populației comunei Smolîhivka era vorbitoare de ucraineană (92,88%), existând în minoritate și vorbitori de rusă (6,47%).